# シトラリクエ (アステカ神話)
シトラリクエ（Citlalicue）はアステカ神話における創造神で、配偶神であるシトララトナックと共に星を作ったとされる。天の川、大地、死、暗闇の女神でもある。名前は「星のスカート」を意味する。
『チマルポポカ文書』の伝える創造伝説では、第4の太陽が大洪水によって滅亡したとき、タタとネネという男女が大きなイトスギの丸太の中にいて助かった。彼らは陸地について魚を焼いて食べたが、その煙が天を汚したためにシトララトナックとシトラリクエが困った。テスカトリポカは怒ってふたりの首をはねてその頭を尻に縫いつけた。このためにふたりはイヌになった。
トナルポワリでは月内の13日目(ナワトル語でmahtlactli-omei)に相当する日中を司る (Lords of the Day) とされている。